# Revue et fanzine policier
Les publications consacrées au genre policier sont peu nombreuses ; certaines éphémères sont devenues mythiques, d'autres apparaissent et tentent de conquérir un lectorat fidèle au prix de grandes difficultés de diffusion.
Il convient de distinguer :
- les revues (professionnelles, imprimées, vendues dans les maisons de la presse ou en librairie)
- des fanzines (périodiques indépendants, créés et réalisés de manière désintéressée et artisanalement par des passionnés et pour d'autres passionnés).

## Revues

### Publications mortes
- Black Mask
- Manhunt
- Mystère magazine
- Le Saint détective magazine
- Alfred Hitchcock magazine
- Polar
- Suspense
- Gang : revue mensuelle française publiée par Épine, née en 1979 à l’initiative d’Alain Dugrand et de Hervé Prudon, sous-titrée « le mensuel du crime et du roman policier ». Elle ne connaîtra que deux numéros.
- Thriller : revue bimestrielle française publiée par les éditions Campus de 1982 à 1984, comptant 16 numéros. La revue prend dès le départ l’option de se démarquer des revues policières de l’époque en reflétant les évolutions du genre. Elle privilégie les mélanges de genres, en mettant en avant le fantastique, l’horreur et le récit à catastrophe.
- Shanghai express : revue mensuelle française publiée par les Éditions de la Bibliothèque noire et créée par Laurent Martin et Stéfanie Delestré. Lancée en décembre 2005 avec un no 0, la revue s'arrêtera au bout d'un an, en décembre 2006, au numéro 5, totalisant 6 numéros. La revue était vendue par abonnement, en kiosque et dans certaines librairies. Les fondateurs souhaitaient retrouver le plaisir du feuilleton et réinventer le magazine populaire[1],[2].
- Alibis : polar, noir & mystère : revue semestrielle québécoise entièrement consacrée à la littérature policière, créée en 2001 et disparue en 2016 (dernier numéro:60 d'automne 2016). La revue était axée sur des contenus québécois originaux[3].

### Publications vivantes
- Ellery Queen's Mystery Magazine
- Temps noir est une revue (normalement semestrielle) publiée depuis 1998 par les éditions Joseph K., maison d'édition basée à Nantes. Elle publie des études et des entretiens, des chroniques de livres. La revue, qui comptabilise en mai 2008 onze numéros, est vendue en librairie. Elle a été récompensée par le Trophée 813 de la Meilleure Étude / Prix Maurice Renault en 1998.
- 813 : les amis de la littérature policière : revue trimestrielle pour les membres ou les abonnés de l'association 813. En 25 ans, cette publication s'est imposée comme la première revue sur la littérature policière en langue française. La revue part à la rencontre de l’actualité du genre mais aussi à la découverte d’œuvres méconnues à travers plus de 70 pages de chroniques régulières, reportages, interviews mais aussi de dossiers thématiques.
- L'INDIC : revue trimestrielle éditée par l'association Fondu au Noir[4].

## Fanzines
Les fanzines (magazines de fans) sont de petites revues de faible diffusion, rédigées par des amateurs unis par une passion commune. Ils peuvent être publiés par le biais d'une association ou à compte d'auteur.

### Publications mortes
- Le Crime est notre affaire
- Ligne noire
- Au bord du noir : fanzine biannuel édité de 2002-2010 par l'association grenobloise « Projet : Noir ». La revue offrait un regard critique sur le roman noir. Elle comprenait, à chaque numéro, des entretiens inédits avec des auteurs, des nouvelles écrites par les rédacteurs, des lecteurs ou encore à partir du numéro six des nouvelles inédites d'auteurs reconnus. Tirée à 250 exemplaires, elle était disponible par abonnement, dans des librairies des grandes villes françaises et dans les festivals sur le roman noir[6].

### Publications vivantes
- L'Ours polar : fanzine bimestriel tiré à 500 exemplaires. Depuis son lancement en 1998, la revue compte 46 numéros en juin 2008. Cette publication présente l'actualité du genre (chroniques littéraires, BD, cinéma, DVD), des livres plus anciens, publie des portraits et des interviews d'auteurs, des nouvelles inédites.
- Les Polarophiles tranquilles : publication semestrielle qui propose des regards différents sur le polar, des regards tournés vers le fonds plutôt que la nouveauté[7].
- Le Carnet de la Noir'rôde
- La Tête en noir : fanzine bimestriel gratuit édité depuis 1984 sous la tutelle de Jean-Paul Guéry, chroniques de l'actualité du noir et thématiques. On y retrouve des collaborateurs réguliers comme Claude Mesplède, Michel Amelin, Jean-Marc Laherrère, Paul Maugendre, Alfred Eibel, Gérard Bourgerie, Christophe Dupuis et Jean-Hugues Villacampa. Son tirage est de 1 000 exemplaires sur Angers et par abonnement, il est téléchargeable sur le site d'un bouquiniste angevin[8].
- Encre Noire[9] : fanzine belge des littératures de l'imaginaire qui paraît 4 fois par an. Une rubrique est consacrée aux romans policiers et aux thrillers. Le fanzine a été créé en 1997 par un bibliothécaire hutois : Eric Albert.
- L'H Confidencial: exemplaires a la bibliothèque et par abonnement, il est téléchargeable su le site Le Bloc de la Bòbila [10]. Le fanzine a été créé en 1999 par le bibliothécaire Jordi Canal.